# Olivia Baril
Olivia Baril   (Rouyn-Noranda, 10 d'octubre de 1997) és una ciclista canadenca, que realitza ciclisme de carretera. Actualment milita a l'equip Movistar, al qual va arribar el 2024 procedent de l'UAE Team ADQ.

## Palmarès
- 2019
  - Vencedora d'una etapa al Tour del Charente Marítim

- 2022
  - 1a al Gran Premi Ciutat d'Eibar

- 2023
  - 1a al Gran Premi Ciutat d'Eibar
  - Vencedora d'una etapa al Tour de l'Ardecha

- 2024
  -  Campiona del Canadà en ruta
  - 1a al Women Cycling Pro Costa De Almería
  - Vencedora d'una etapa a la Volta a Extremadura Fèmines

- 2025
  -  Campiona del Canadà en contrarellotge

### Resultats a les Grans Voltes

#### Giro d'Itàlia
- 2022: Abandona a la 3a etapa

#### Tour de França
- 2022: 104a posició
- 2023: 29a posició
- 2024: 41a posició

#### Volta a Espanya
- 2023: 19a posició
- 2024: 30a posició
- 2025: 94a posició